# 639.
◄ | 6. stoljeće | 7. stoljeće | 8. stoljeće | ►
◄ | 600-ih | 610-ih | 620-ih | 630-ih | 640-ih | 650-ih | 660-ih | ►
◄◄ | ◄ | 636. | 637. | 638. | 639. | 640. | 641. | 642. | ► | ►►
Astronomija • Književnost • Kršćanstvo • Pravo • Promet

## Događaji
- Nakon smrti svog oca Dagoberta I. franačkim kraljem Neustrije i Burgundije postaje Klodvig II.

## Vanjske poveznice
|  | Zajednički poslužitelj ima još gradiva o temi 639. |